# German Grand Prix 2019/1
Der German Grand Prix 2019/1 (GGP) war das erste Turnier im Jahr 2019 in der Billarddisziplin Karambolage-Dreiband und wurde vom 7.–9. Juni 2019 in Wedel ausgetragen.

## Kommentar
Es werden drei Grands Prix gespielt. Dabei werden am Ende je nach Platzierung Punkte vergeben. Die drei Punktbesten nach drei Turnieren qualifizieren sich für die Deutsche Meisterschaft 2019. Somit entfällt das Qualifikationsturnier das jährlich in Witten ausgetragen wurde.
| Platz  | Pkt. |
| ------ | ---- |
| 1.     | 10   |
| 2.     | 8    |
| 3.     | 6    |
| 5–8    | 4    |
| 2. Gr. | 2    |
| 3. Gr. | 1    |

## Vorrunde
Legende Ergebnisse
Pkt. = Punkte
Ball = Bälle
Aufn. = Aufnahmen
GD = Generaldurchschnitt
BED = bester Einzeldurchschnitt
HS = Höchste Serie
Distanz
Ball: 30
Aufnahmen: 40
Nachstoß: ja
| Name                                    | Pkt. | Ball | Aufn. | GD    | BED   | HS |
| --------------------------------------- | ---- | ---- | ----- | ----- | ----- | -- |
| Dustin Jäschke (Bergisch-Gladbacher BC) | 4    | 60   | 35    | 1,714 | 2,000 | 7  |
| Dietmar Skupin (BC Elversberg)          | 2    | 41   | 55    | 0,745 | 0,700 | 5  |
| Michael Skibbe (BC GT Buer)             | 0    | 29   | 60    | 0,483 | -     | 4  |

| Name                              | Pkt. | Ball | Aufn. | GD    | BED   | HS |
| --------------------------------- | ---- | ---- | ----- | ----- | ----- | -- |
| Tom Löwe (Lobberich)              | 4    | 57   | 78    | 0,730 | 0,789 | 4  |
| Manfred Meyer (BC Wedel)          | 2    | 38   | 78    | 0,487 | 0,550 | 6  |
| Ikrami Attalla (BC International) | 0    | 36   | 80    | 0,450 | -     | 3  |

| Name                             | Pkt. | Ball | Aufn. | GD    | BED   | HS |
| -------------------------------- | ---- | ---- | ----- | ----- | ----- | -- |
| Martin Ulbig (BA Berlin)         | 4    | 60   | 75    | 0,800 | 0,857 | 6  |
| Hamed Mohssen (CV Kassel)        | 2    | 47   | 75    | 0,626 | 0,625 | 6  |
| Edmund Mevissen (SCB Langendamm) | 0    | 51   | 80    | 0,637 | -     | 5  |

| Name                        | Pkt. | Ball | Aufn. | GD    | BED   | HS |
| --------------------------- | ---- | ---- | ----- | ----- | ----- | -- |
| Frank Sudar (TSG Heilbronn) | 4    | 56   | 68    | 0,823 | 1,071 | 5  |
| Dieter Ernst (BC GT Buer)   | 2    | 30   | 80    | 0,375 | 0,350 | 3  |
| Rolf Mahr (TSV Frankenberg) | 0    | 20   | 68    | 0,294 | -     | 3  |

| Name                                  | Pkt. | Ball | Aufn. | GD    | BED   | HS |
| ------------------------------------- | ---- | ---- | ----- | ----- | ----- | -- |
| Tay-Dien Truong (BC Regensburg)       | 4    | 60   | 70    | 0,857 | 0,937 | 4  |
| Dirk Rosteck (BF Hoster Eck)          | 2    | 50   | 72    | 0,694 | 0,550 | 4  |
| Axel Büscher (Bergisch-Gladbacher BC) | 0    | 47   | 78    | 0,602 | -     | 4  |

| Name                           | Pkt. | Ball | Aufn. | GD    | BED   | HS |
| ------------------------------ | ---- | ---- | ----- | ----- | ----- | -- |
| Heiko Roth (BC Nied)           | 4    | 60   | 65    | 0,923 | 0,967 | 5  |
| Marcel Back (ATSV Erlangen)    | 2    | 43   | 71    | 0,605 | 0,650 | 4  |
| Peter Ehrhardt (DJK Gütersloh) | 0    | 16   | 74    | 0,216 | -     | 2  |

| Name                            | Pkt. | Ball | Aufn. | GD    | BED   | HS |
| ------------------------------- | ---- | ---- | ----- | ----- | ----- | -- |
| Tobias Bouerdick (Bottroper BA) | 4    | 53   | 76    | 0,697 | 0,833 | 5  |
| Andreas Volbracht (BA Berlin)   | 2    | 54   | 70    | 0,771 | 0,882 | 7  |
| Manfred Ernst (BC GT Buer)      | 0    | 12   | 74    | 0,162 | -     | 3  |

| Name                                  | Pkt. | Ball | Aufn. | GD    | BED   | HS |
| ------------------------------------- | ---- | ---- | ----- | ----- | ----- | -- |
| Ronny Lindemann (BCC Witten)          | 4    | 60   | 51    | 1,176 | 1,578 | 9  |
| Holger Scharmentke-Haack (BC GT Buer) | 2    | 48   | 72    | 0,666 | 0,625 | 3  |
| Hans-Jörg Schröder (BC Wedel)         | 0    | 28   | 59    | 0,474 | -     | 3  |

Quelle: 
Legende:
- xx = Einzug in die Runde

## Hauptrunde
Legende Ergebnisse
Pk = Punkte
Bl = Bälle
Afn = Aufnahmen
ED = Einzeldurchschnitt
HS = Höchste Serie
Distanz
Ball: 30
Aufnahmen: 40
Nachstoß: ja
|  | Viertelfinale Spiel bis 30 Punkte | Viertelfinale Spiel bis 30 Punkte | Viertelfinale Spiel bis 30 Punkte | Viertelfinale Spiel bis 30 Punkte | Viertelfinale Spiel bis 30 Punkte | Viertelfinale Spiel bis 30 Punkte |                 |                 | Halbfinale Spiel bis 30 Punkte | Halbfinale Spiel bis 30 Punkte | Halbfinale Spiel bis 30 Punkte | Halbfinale Spiel bis 30 Punkte | Halbfinale Spiel bis 30 Punkte | Halbfinale Spiel bis 30 Punkte |      |       | Finale Spiel bis 30 Punkte | Finale Spiel bis 30 Punkte | Finale Spiel bis 30 Punkte | Finale Spiel bis 30 Punkte | Finale Spiel bis 30 Punkte | Finale Spiel bis 30 Punkte |
|  |                                   |                                   |                                   |                                   |                                   |                                   |                 |                 |                                |                                |                                |                                |                                |                                |      |       |                            |                            |                            |                            |                            |                            |
|  |                                   | MP                                | Pkt.                              | Aufn.                             | ED                                | HS                                |                 |                 |                                |                                |                                |                                |                                |                                |      |       |                            |                            |                            |                            |                            |                            |
|  |                                   | MP                                | Pkt.                              | Aufn.                             | ED                                | HS                                |                 |                 |                                |                                |                                |                                |                                |                                |      |       |                            |                            |                            |                            |                            |                            |
|  | Dustin Jäschke                    | 0                                 | 22                                | 23                                | 0,956                             | 5                                 |                 |                 |                                |                                |                                |                                |                                |                                |      |       |                            |                            |                            |                            |                            |                            |
|  | Dustin Jäschke                    | 0                                 | 22                                | 23                                | 0,956                             | 5                                 |                 | MP              | Pkt.                           | Aufn.                          | ED                             | HS                             |                                |                                |      |       |                            |                            |                            |                            |                            |                            |
|  | Ronny Lindemann                   | 2                                 | 30                                | 23                                | 1,304                             | 4                                 |                 | MP              | Pkt.                           | Aufn.                          | ED                             | HS                             |                                |                                |      |       |                            |                            |                            |                            |                            |                            |
|  | Ronny Lindemann                   | 2                                 | 30                                | 23                                | 1,304                             | 4                                 | Ronny Lindemann | 1               | 30                             | 26                             | 1,153                          | 6/1/1                          |                                |                                |      |       |                            |                            |                            |                            |                            |                            |
|  |                                   | MP                                | Pkt.                              | Aufn.                             | ED                                | HS                                | Ronny Lindemann | 1               | 30                             | 26                             | 1,153                          | 6/1/1                          |                                |                                |      |       |                            |                            |                            |                            |                            |                            |
|  |                                   | MP                                | Pkt.                              | Aufn.                             | ED                                | HS                                |                 | Tay-Dien Truong | 1                              | 30                             | 26                             | 1,153                          | 5/1/2                          |                                |      |       |                            |                            |                            |                            |                            |                            |
|  | Tay-Dien Truong                   | 2                                 | 30                                | 31                                | 0,967                             | 5                                 |                 | Tay-Dien Truong | 1                              | 30                             | 26                             | 1,153                          | 5/1/2                          |                                |      |       |                            |                            |                            |                            |                            |                            |
|  | Tay-Dien Truong                   | 2                                 | 30                                | 31                                | 0,967                             | 5                                 |                 |                 |                                |                                |                                |                                |                                | MP                             | Pkt. | Aufn. | ED                         | HS                         |                            |                            |                            |                            |
|  | Frank Sudar                       | 0                                 | 29                                | 31                                | 0,935                             | 5                                 |                 |                 |                                |                                |                                |                                |                                | MP                             | Pkt. | Aufn. | ED                         | HS                         |                            |                            |                            |                            |
|  | Frank Sudar                       | 0                                 | 29                                | 31                                | 0,935                             | 5                                 | Tay-Dien Truong | 2               | 30                             | 32                             | 0,937                          | 6                              |                                |                                |      |       |                            |                            |                            |                            |                            |                            |
|  |                                   | MP                                | Pkt.                              | Aufn.                             | ED                                | HS                                | Tay-Dien Truong | 2               | 30                             | 32                             | 0,937                          | 6                              |                                |                                |      |       |                            |                            |                            |                            |                            |                            |
|  |                                   | MP                                | Pkt.                              | Aufn.                             | ED                                | HS                                |                 | Tom Löwe        | 0                              | 16                             | 32                             | 0,500                          | 4                              |                                |      |       |                            |                            |                            |                            |                            |                            |
|  | Martin Ulbig                      | 0                                 | 25                                | 28                                | 0,892                             | 6                                 |                 | Tom Löwe        | 0                              | 16                             | 32                             | 0,500                          | 4                              |                                |      |       |                            |                            |                            |                            |                            |                            |
|  | Martin Ulbig                      | 0                                 | 25                                | 28                                | 0,892                             | 6                                 |                 | MP              | Pkt.                           | Aufn.                          | ED                             | HS                             |                                |                                |      |       |                            |                            |                            |                            |                            |                            |
|  | Heiko Roth                        | 2                                 | 30                                | 28                                | 1,071                             | 5                                 |                 | MP              | Pkt.                           | Aufn.                          | ED                             | HS                             |                                |                                |      |       |                            |                            |                            |                            |                            |                            |
|  | Heiko Roth                        | 2                                 | 30                                | 28                                | 1,071                             | 5                                 | Heiko Roth      | 1               | 30                             | 30                             | 1,000                          | 4/1                            |                                |                                |      |       |                            |                            |                            |                            |                            |                            |
|  |                                   | MP                                | Pkt.                              | Aufn.                             | ED                                | HS                                | Heiko Roth      | 1               | 30                             | 30                             | 1,000                          | 4/1                            |                                |                                |      |       |                            |                            |                            |                            |                            |                            |
|  |                                   | MP                                | Pkt.                              | Aufn.                             | ED                                | HS                                |                 | Tom Löwe        | 1                              | 30                             | 30                             | 1,000                          | 6/2                            |                                |      |       |                            |                            |                            |                            |                            |                            |
|  | Tobias Bouerdick                  | 0                                 | 10                                | 13                                | 0,769                             | 3                                 |                 | Tom Löwe        | 1                              | 30                             | 30                             | 1,000                          | 6/2                            |                                |      |       |                            |                            |                            |                            |                            |                            |
|  | Tobias Bouerdick                  | 0                                 | 10                                | 13                                | 0,769                             | 3                                 |                 |                 |                                |                                |                                |                                |                                |                                |      |       |                            |                            |                            |                            |                            |                            |
|  | Tom Löwe                          | 2                                 | 30                                | 13                                | 2,307                             | 9                                 |                 |                 |                                |                                |                                |                                |                                |                                |      |       |                            |                            |                            |                            |                            |                            |
|  | Tom Löwe                          | 2                                 | 30                                | 13                                | 2,307                             | 9                                 |                 |                 |                                |                                |                                |                                |                                |                                |      |       |                            |                            |                            |                            |                            |                            |

## Abschlusstabelle nach der Endrunde
| MP    | Match Points (Sieger = 2; Unentschieden = 1; Verlierer = 0) |
| Pkte. | Erzielte Karambolagen                                       |
| Aufn. | Benötigte Versuche                                          |
| GD    | Generaldurchschnitt                                         |
| BED   | Bester Einzeldurchschnitt eines Spielers                    |
| HS    | Höchstserie                                                 |
|       | Bester GD des Turniers                                      |
|       | Bester ED des Turniers                                      |
|       | Beste HS des Turniers                                       |
|       | 1. Platz (Gold)                                             |
|       | 2. Platz (Silber)                                           |
|       | 3. Platz (Bronze)                                           |

| Endklassement   | Endklassement | Endklassement    | Endklassement | Endklassement | Endklassement | Endklassement | Endklassement | Endklassement |
| Phase           | Platz         | Name             | MP            | Pkt.          | Aufn.         | GD            | BED           | HS            |
| --------------- | ------------- | ---------------- | ------------- | ------------- | ------------- | ------------- | ------------- | ------------- |
| Finale          | 1             | Tay-Dien Truong  | 9             | 150           | 159           | 0,943         | 1,153         | 6             |
| Finale          | 2             | Tom Löwe         | 7             | 133           | 153           | 0,869         | 2,307         | 9             |
| Halb- finale    | 3             | Ronny Lindemann  | 7             | 120           | 100           | 1,200         | 1,578         | 9             |
| Halb- finale    | 3             | Heiko Roth       | 7             | 120           | 123           | 0,975         | 1,071         | 5             |
| Viertel- finale | 5             | Dustin Jäschke   | 4             | 82            | 58            | 1,413         | 2,000         | 7             |
| Viertel- finale | 6             | Frank Sudar      | 4             | 85            | 99            | 0,858         | 1,071         | 5             |
| Viertel- finale | 7             | Martin Ulbig     | 4             | 85            | 103           | 0,825         | 0,857         | 6             |
| Viertel- finale | 8             | Tobias Bouerdick | 4             | 63            | 89            | 0,707         | 0,833         | 5             |